# Buckleya

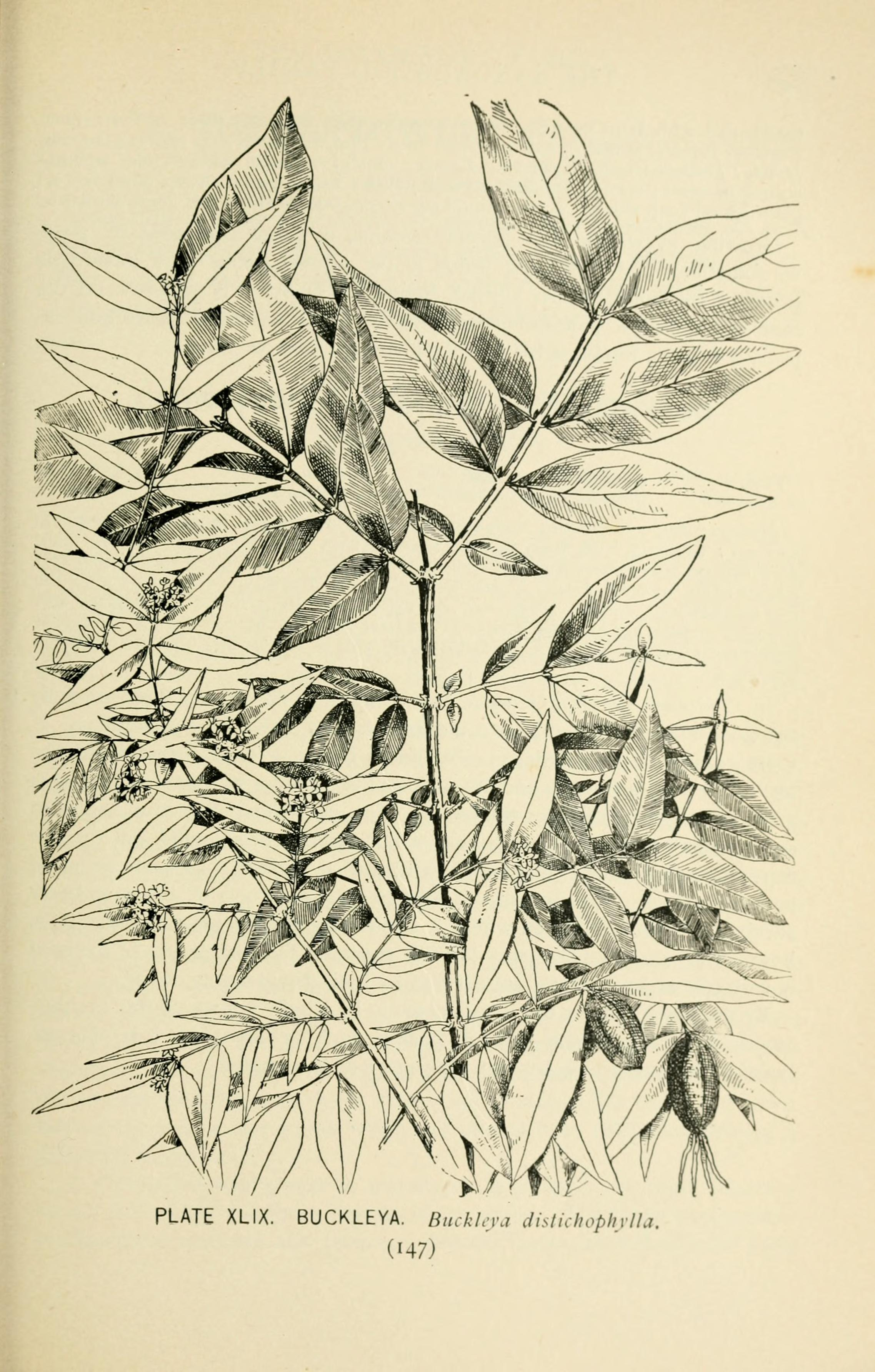
Ilustrace druhu Buckleya distichophylla

Buckleya je rod opadavých poloparazitických keřů z čeledi santálovitých (Santalaceae). Zahrnuje 4-5 druhů, z nichž B. distichophylla se vyskytuje v jihovýchodních oblastech USA, ostatní potom v Číně a Japonsku. 

## Vybrané druhy
- Buckleya distichophylla
- Buckleya henryi
- Buckleya joan
- Buckleya lanceolata
- Buckleya quadriala